# Josef Kappl

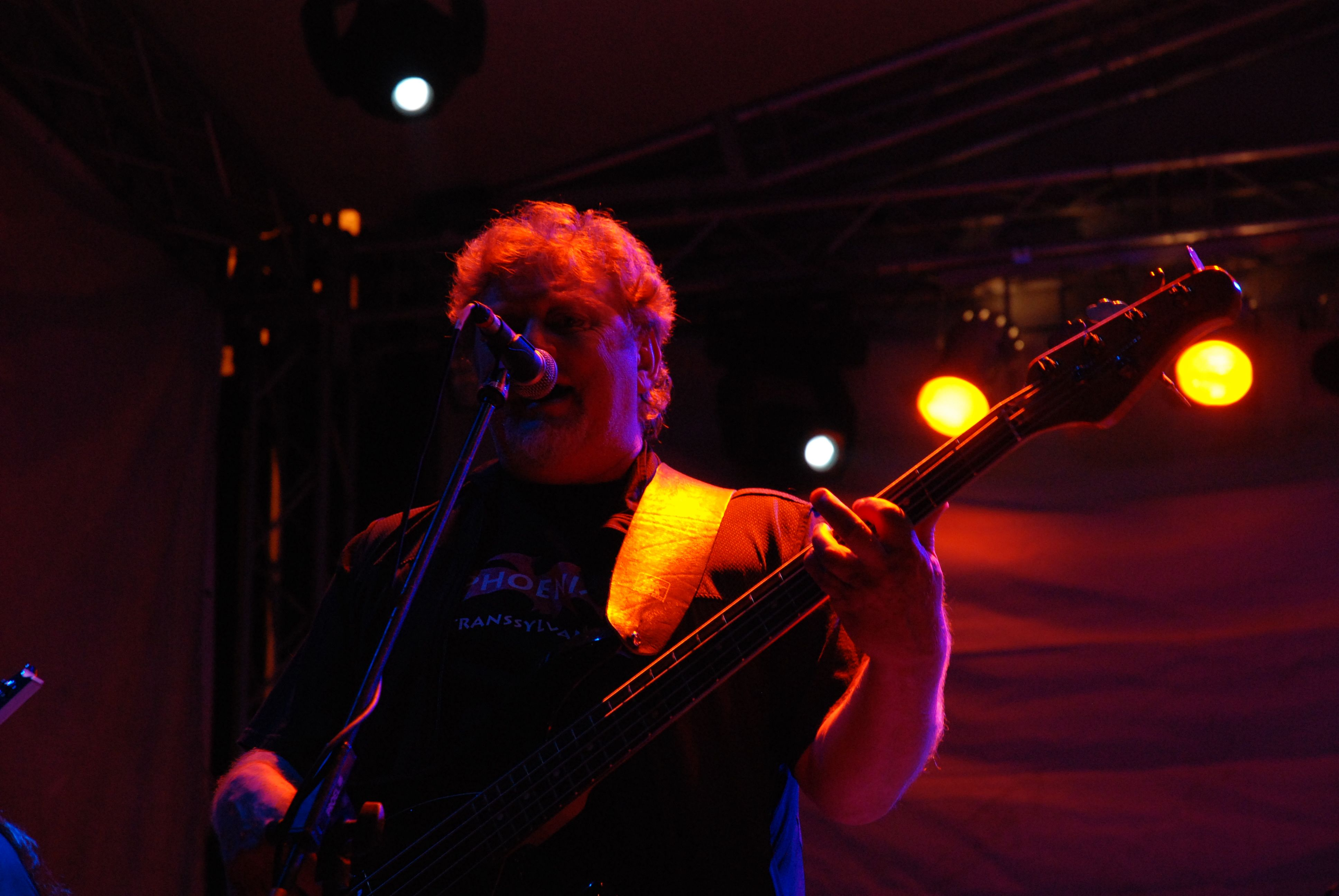
Josef Kappl, im Juli 2007

Josef Kappl – auch Joshi Kappl – (* 15. Januar 1950 in Petrila) ist ein deutscher Musiker, Bassist und Komponist aus Rumänien. Er gehörte zur Begleitband Verstärkung von Heinz Rudolf Kunze.

## Leben
Josef Kappl ist Absolvent des Musikkonservatoriums in Timișoara (Temeswar). Er war Bassist der rumänischen Rockband Transsylvania Phoenix. Kappl spielte auch für Lake und für Heinz Rudolf Kunzes Band Verstärkung.
Im November 2013 hatte in Timișoara die von Josef Kappl komponierte Rock-Oper Meșterul Manole Premiere.